# Базиліка Богоматері Скорботної (Стична)
45°57′25″ пн. ш. 14°48′18″ сх. д. / 45.956856768° пн. ш. 14.804977859° сх. д.
Базиліка Богоматері Скорботної (Стична) (словен. Bazilika Žalostne Matere božje v Stični) — римо-католицька парафія та монастирська церква в м. Стична, община Іванчна Гориця, Осреднєсловенський регіон, Словенія.

## Історія
Будівництво монастиря було розпочато цистерціанами в 1132 р. Тоді ж розпочалося будівництво церкви, яке тривало 20 років. Вона була освячена 8 липня 1156 патріархом Аквілеєм Перегріном. На основі досліджень початку XX століття ми знаємо, що церква спочатку мала дерев'яний дах і була розділена на дві релігійні частини — західну та східну для братів мирян. У нефі стояв хрест. У 1475 р. турки вперше спалили і розграбували монастир та церкву. Після реконструкції він був присвячений Богоматері Скорботній.
У 1529 році турки знову вторглися в монастир. Монахи пережили напад, але монастир та церква знову були розграбовані та спалені. Реконструкція церкви тривала майже 100 років. Роботи були завершені в 1622 році, а інтер'єр отримав стиль бароко. У XVIII столітті церква зазнала чергової реконструкції, автором якої був Фортуната Берганта, додані нові бічні вівтарі та лавки. У головному вівтарі був поставлений каблукдатується початком XVII століття.

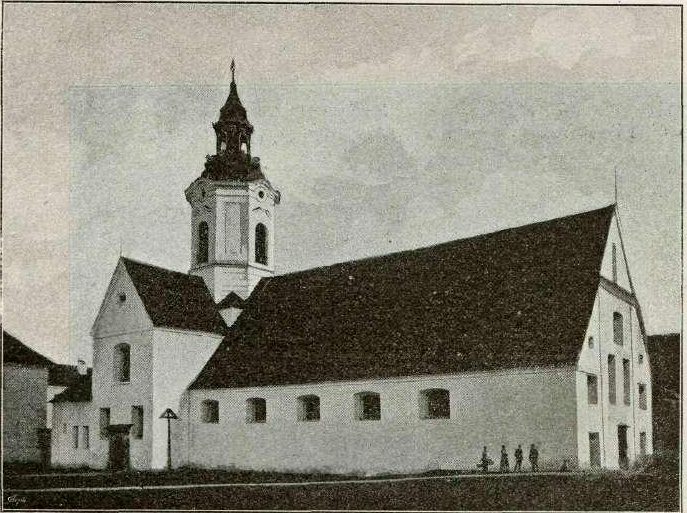
Базиліка в 1894 р.

У 1784 р. Цистерціанський орден був розпущений. Церква стала парафіяльною церквою, але утримання такої великої будівлі було надто важким тягарем і церква почала занепадати. Незважаючи на спроби оновлення, ретельне оновлення відбулося до 1927—1928 років.
У 1898 році цистерціани повернулися до монастиря та взяли на себе турботу про парафію та церкву. У 1936 році, на 800-річчя абатства, головний вівтар був відновлений і папа Пій XI надав храму статус базиліки. У 1945 році під час Великого посту базиліку двічі обстрілювали. Вітраж, дзвіниця та головний вівтар були зруйновані або пошкоджені, реконструкція проходила повільно. Лише в 1953 році пошкоджені вікна були замінені, а в 1954 році Йоже Плечник спроєктував нову скинію. У 1977 р. під час реконструкції пресвітерій був пристосований до постсоборних вимог — його рівень було піднято та зроблено новий вівтар.

## Опис
Церква завдовжки 64 м і шириною 18 м. Він має 3 нефи та 1 вежу над куполом, на перетині нефи з поперечним. Пресвітерій багатокутний, з боків каплиці.